# Kurt Van Raefelghem
Kurt Van Raefelghem (1972) is een Belgisch atleet die zich heeft gespecialiseerd in de meerdere onderdelen van de atletiek.
Van Raefelghem kwam van 1992 tot 2008 uit voor België op de Paralympische Zomerspelen in de klasse voor slechtzienden.

## Beste uitslagen

### Paralympische Spelen
| Evenement      | Resultaat | Onderdeel              |
| -------------- | --------- | ---------------------- |
| Barcelona 1992 | zilver    | verspringen Klasse B3  |
| Atlanta 1996   | brons     | verspringen Klasse F12 |
| Atlanta 1996   | zilver    | vijfkamp Klasse P12    |
| Sydney 2000    | goud      | vijfkamp Klasse P13    |
| Athene 2004    | brons     | vijfkamp Klasse P13    |